# Parafia św. Mikołaja Biskupa w Borowej
Parafia Świętego Mikołaja Biskupa w Borowej – parafia rzymskokatolicka w dekanacie Mielec Północ w diecezji tarnowskiej. Erygowana w XIII wieku. Mieści się pod numerem 273.